# Simón Gómez
Simón Gómez Polo (Barcelona, 1845-Barcelona, 1880) fue un pintor y grabador español, representante del realismo en Cataluña.

## Biografía

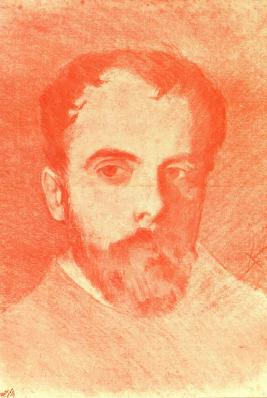
Simón Gómez retratado por Fernando Xumetra

Se formó en la Escuela de la Lonja de Barcelona junto a Josep Serra i Porson y Ramón Martí Alsina, así como en el taller de litografía de Eusebi Planas. Era hermano de Enrique Gómez Polo, grabador, con quien a los diecisiete años de edad viajó a París con la intención de entrar a trabajar en el taller del litógrafo francés Alfred-Léon Lemercier; sin embargo, en la capital francesa decide, finalmente, dedicarse a la pintura y matricularse en la École des Beaux-Arts de Paris. Para preparar su examen de acceso, ingresará en el taller de Alexandre Cabanel y en el de Tony Robert-Fleury. Asimismo, acude a los museos de la capital francesa para copiar a los clásicos, y pronto se convierte en un diestro copista y acude con cierto éxito a los concursos de la Academia. En esta etapa parisina, Gómez supera el academicismo de sus primeros años y se adentra cada vez más en el realismo. Será también en París donde descubrirá la obra de Édouard Manet, quien le influirá significativamente, y de Eugène Delacroix, realizando un retrato litográfico de este pintor como encargo de su antiguo profesor en Barcelona, Josep Serra i Porson.
En París, Simó Gómez se convierte en uno de los mejores alumnos, si no en el más destacado, de los dos talleres a los cuales asiste. Tanto es así, que al acabarse la ayuda económica de su familia, y aprovechando la visita que la reina Isabel II lleva a cabo en 1865 a París, sus maestros Alexandre Cabanel y Robert Fleury dirigen a la reina una petición de beca destinada a su alumno predilecto. Ésta, sin embargo, aduce tener ya demasiados pensionados bajo su protección y deniega la petición, debiendo regresar a España tanto el pintor como su hermano Enric.

Antes de volver a Barcelona, sin embargo, los dos hermanos residen una breve temporada en Madrid en 1869, y ene esta ciudad residirán un año y medio. Allí, Simó Gómez frecuenta el Museo del Prado, donde se dedicará a realizar copias de Velázquez, Ribera, Goya y Zurbarán. Estos maestros, y en especial Velázquez y Ribera, influirán sobremanera en su obra futura. De este momento es, por ejemplo, su San Sebastián, con una fuerte impronta de Ribera. Recibe en estos años numerosos en cargos de obras, tanto de copias del Museo del Prado como de originales, y le será encargada, además, la decoración del Palacio del Marqués de Portugalete, junto con el pintor José Marcelo Contreras.

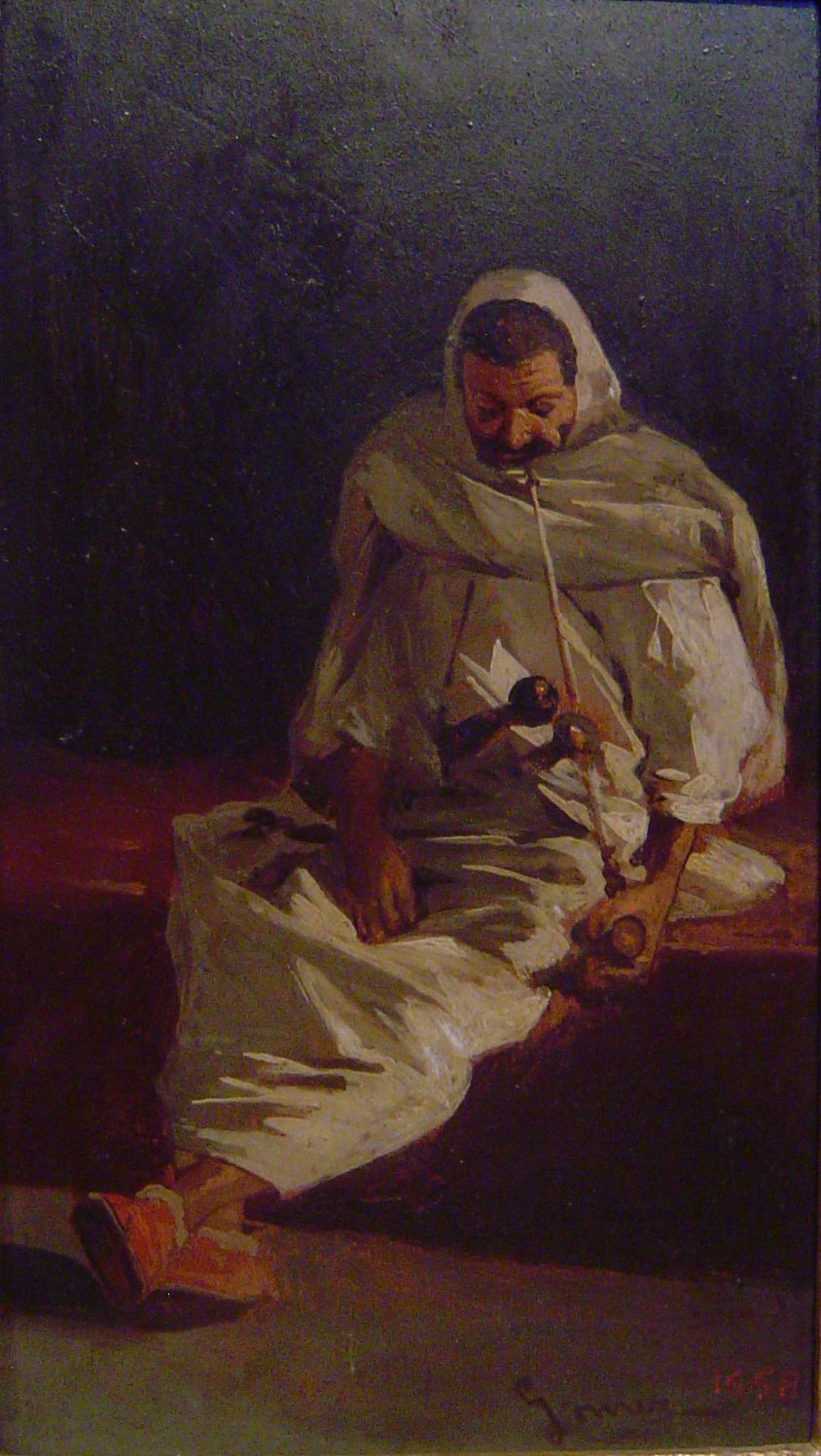
Biblioteca Museu Víctor Balaguer

De regreso ya en Barcelona, abrirá en el popular barrio del Pueblo Seco un taller que será punto de referencia y de reunión para numerosos artistas e intelectuales catalanes. Como alumnos, formará en este taller a artistas de la talla de Luis Graner, José Cusachs, Juan Brull o Cristóbal Alandi, y mantendrá, asimismo, una fluida relación con la familia del pintor impresionista Marià Pidelaserra.
En 1874 presentó el cuadro Arrepentimiento de Judas para optar a la plaza de catedrático de la Escuela de la Lonja, pero fue Antoni Caba quien ganó la oposición y se quedó con la plaza de profesor de colorido.

En Barcelona, Simón Gómez se convertirá en pocos años en un artista reconocido y solicitado, con un estilo realista que fusiona las escuelas española y flamenca con la pintura contemporánea francesa cercana a Courbet y Descamps.

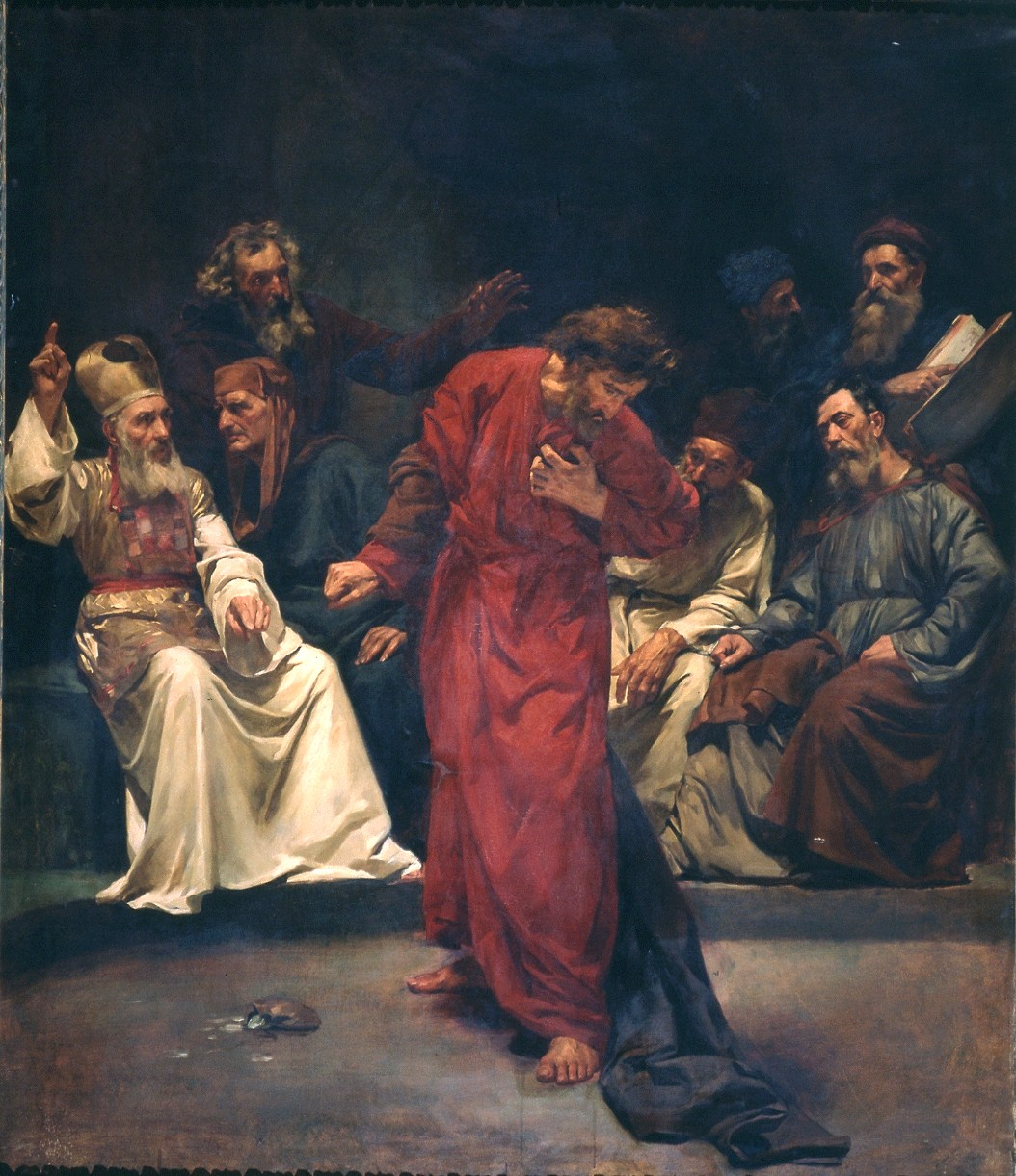
Arrepentimiento de Judas (1874), óleo de Simón Gómez, Real Academia Catalana de Bellas Artes de San Jorge (inv. 278)

En 1873 contrae matrimonio con Rosa Font, que se convertirá en una modelo frecuente en sus obras. Con ella tendrá a su único hijo Enric Gómez Font.
Su obra aborda temas diversos: religiosos y bíblicos, como el ya citado San Sebastián, Las dudas de Santo Tomás (colección particular, Barcelona), o Arrepentimiento de Judas (Real Academia Catalana de Bellas Artes de San Jorge), que son algunas de sus mejores obras y en las cuales puede apreciarse claramente la influencia velazqueña; retratos de fondo oscuro (El guitarrista, Museo Nacional de Arte de Cataluña, Barcelona) o de paleta más clara (el magnífico Retrato del mueblista Francesc Vidal i Javellí, Museo Nacional de Arte de Cataluña, Barcelona); y escenas de la vida cotidiana (Las cartas, Museo Nacional de Arte de Cataluña, Barcelona) o de género (El pendiente, Museo de Montserrat). A diferencia, sin embargo, de sus contemporáneos, no hizo uso del tableautin de pequeño formato, sino que utiliza siempre telas grandes.
Su prematura muerte, a la edad de treinta y cinco años, truncó una carrera que podía haber ofrecido aún mucho más de lo que dejó. Su obra está siendo objeto, en los últimos años, de una importante puesta en valor que subsana un injusto olvido durante varias décadas del siglo XX.

## Enlaces
- Wikimedia Commons alberga una categoría multimedia sobre Simón Gómez.
- Museo Virtual
- Art Net
- Biografía y Vidas

- Datos: Q477106
- Multimedia: Simó Gómez / Q477106